# Taliesin West
Taliesin West je komplex budov s několika funkcemi, který navrhl a postavil americký architekt Frank Lloyd Wright. V současnosti je sídlem nadace The Frank Lloyd Wright Foundation a sídlem společnosti architektů Taliesin Associated Architects. Nachází se ve Scottsdale v Arizoně. Taliesin West byl ateliérem a zimním sídlem architekta od roku 1937 až do roku 1959. Objekt je zapsán v katalogu moderní architektury mezinárodní organizace Iconic Houses, která sdružuje mimořádná díla světových architektů, architektonicky významné domy, domy umělců a ateliéry z 20. století přístupné veřejnosti jako domovní muzea.

## Historie
V roce 1937 architekt Wright koupil pozemek v poušti nedaleko města Scottsdale na jižním svahu s výhledem na blízké údolí. Zaplatil 3 dolary a 50 centů za akr půdy.

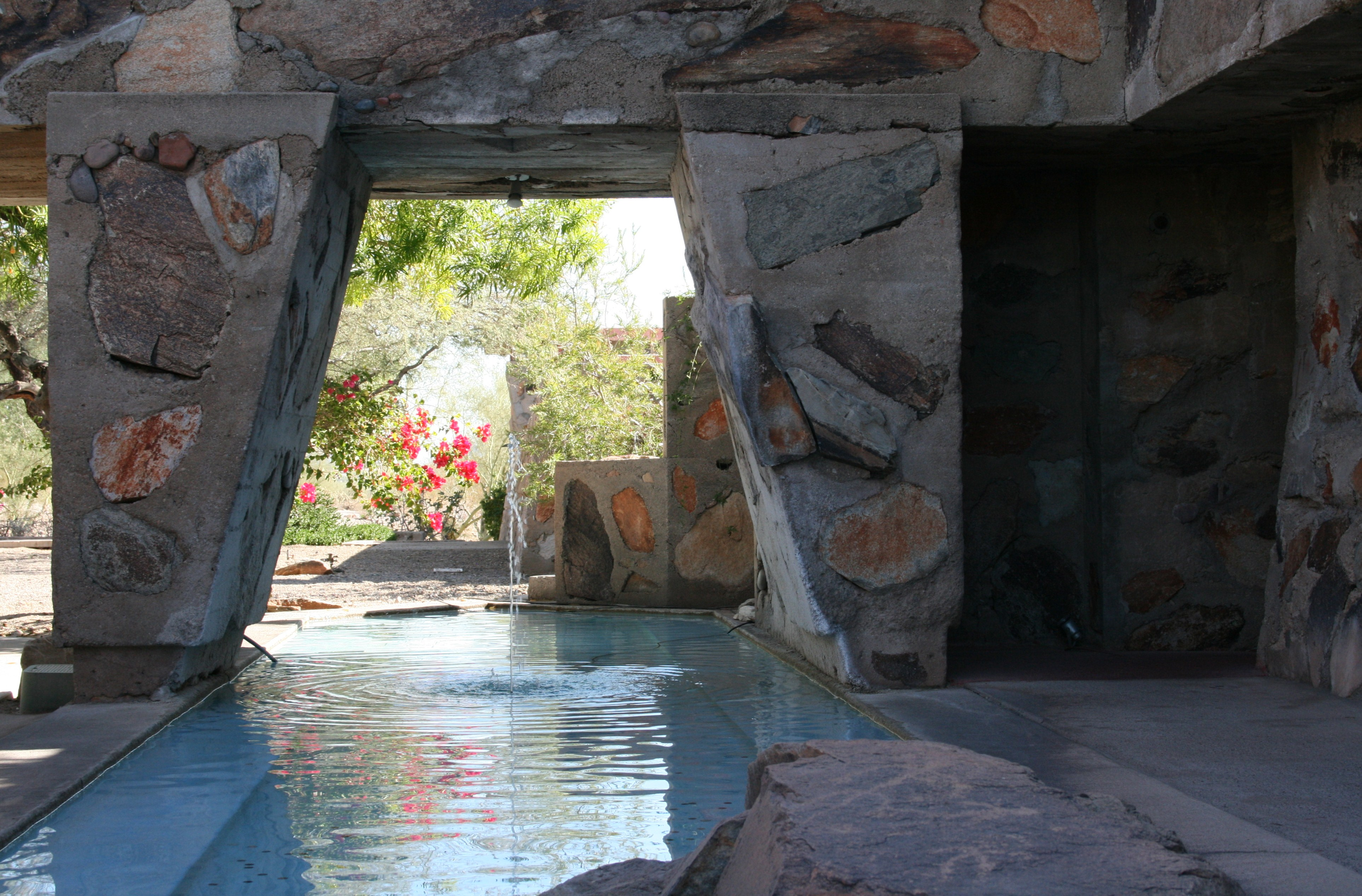
Fontána

Architekt Wright byl přesvědčen, že je to dobré místo na stavbu budov pro bydlení, podnikání a výuku. Protože v poušti nebyla k dispozici voda, musel investovat přes deset tisíc dolarů na vykopání dostatečně hluboké studny, aby bylo k dispozici dostatečné množství vody pro celý areál.

## Design
Taliesin West je architektonicky řešen v duchu funkčnosti, užitečnosti a přirozeného začlenění do Sonorské pouště.
Architekt Wright chtěl, aby celý komplex přirozeně zapadal do pouště. Typický vzhled Sonorské pouště, skládající se z jílovité, červené půdy s velmi malým obsahem humusu, ale s velkým množstvím různých kamenů a s vegetací typickou pro tuto oblast, skládající se z nízkých keřů, trávy a různých druhů kaktusů, byly inspirací pro celkové řešení.

## Umístění
Místo, kde se nachází komplex Taliesin West, je na mírném svahu hory McDowell Mountain. Wright použil při stavbě budov materiál, který se tu běžně vyskytuje – písek, štěrk a kameny. Vzhledem k celkovému klimatu a mírným zimám v Sonorské poušti byla stavba navržena s velkými průsvitnými či průhlednými plochami, což umožňuje maximální využití přirozeného světla.

## Pobyt vkomplexu Taliesin West

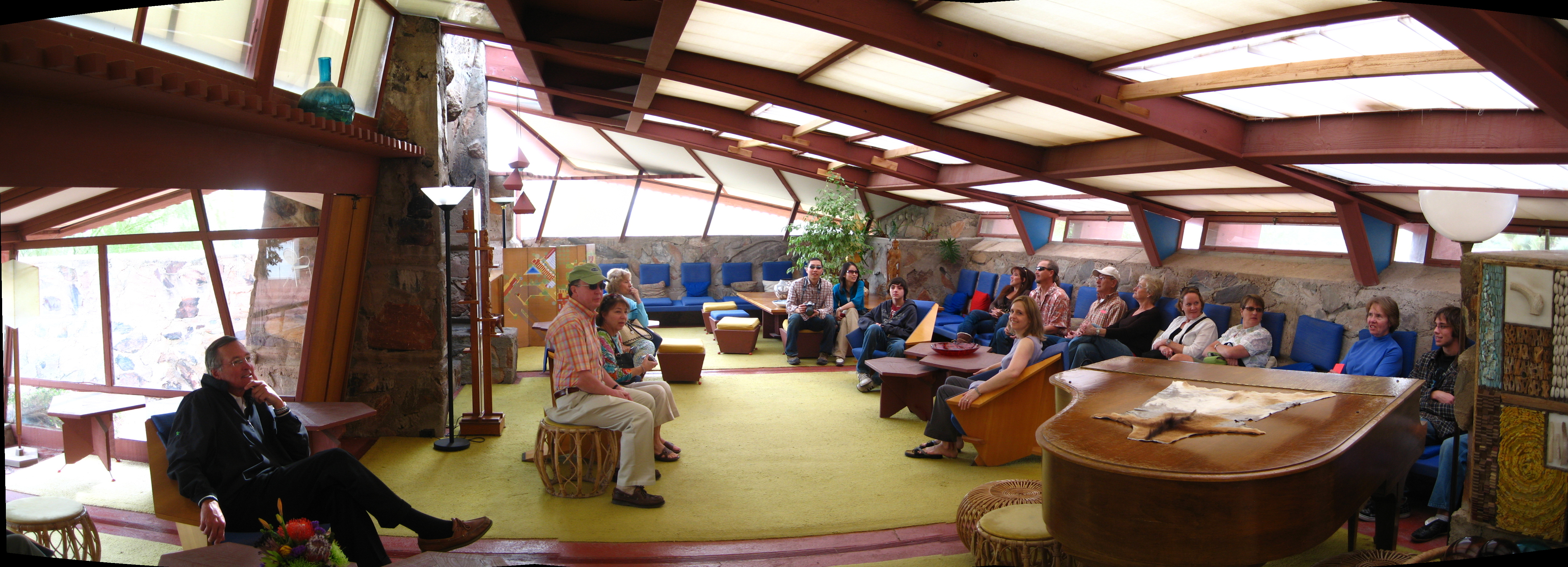
Místnost pro hosty

Během celého svého pobytu v komplexu Taliesin West, což bylo déle než 30 let, zde Frank Lloyd Wright prováděl různé změny. Vznikly další části komplexu, které byly dílem jeho studentů.
Při pobytu v komplexu Taliesin West Wright navrhl mnoho známých staveb, mezi jinými Guggenheimovo muzeum v New Yorku a Grady Gammage Memorial Auditorium v Tempe v Arizoně.
Taliesin West je dnes provozován Wrightovou nadací Frank Lloyd Wright Foundation a hostí školu architektury (School of Architecture). Návštěva areálu je povolena v určitou dobu během určeného období. Celý komplex se stal v roce 1982 národní kulturní památkou.

## Zajímavost
Taliesin West slouží jako místo pro část akce jednoho z dílů science fiction románu Dana Simmonse Kantos Hyperionu.

## Fotogalerie

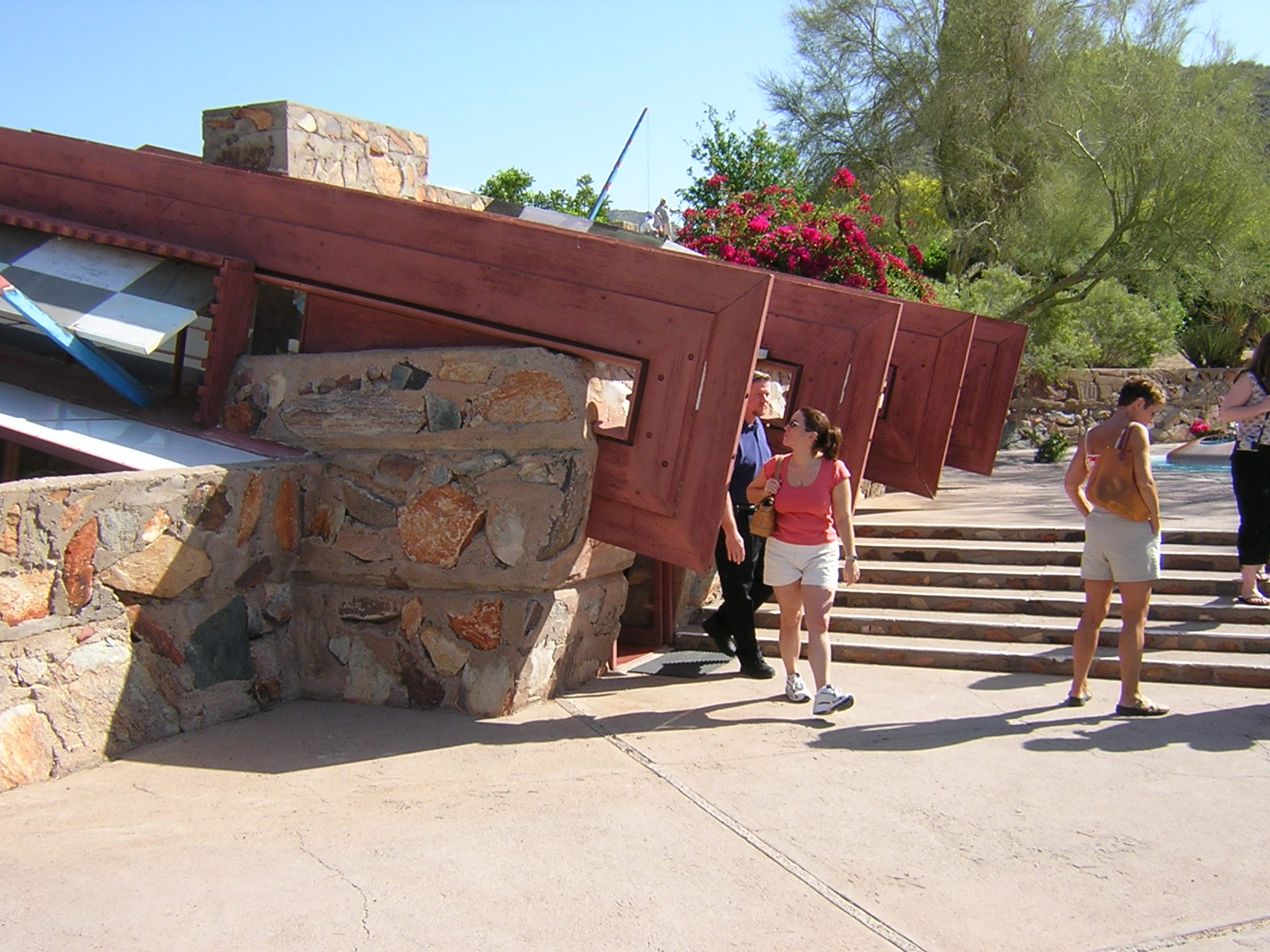
Exteriér západní části
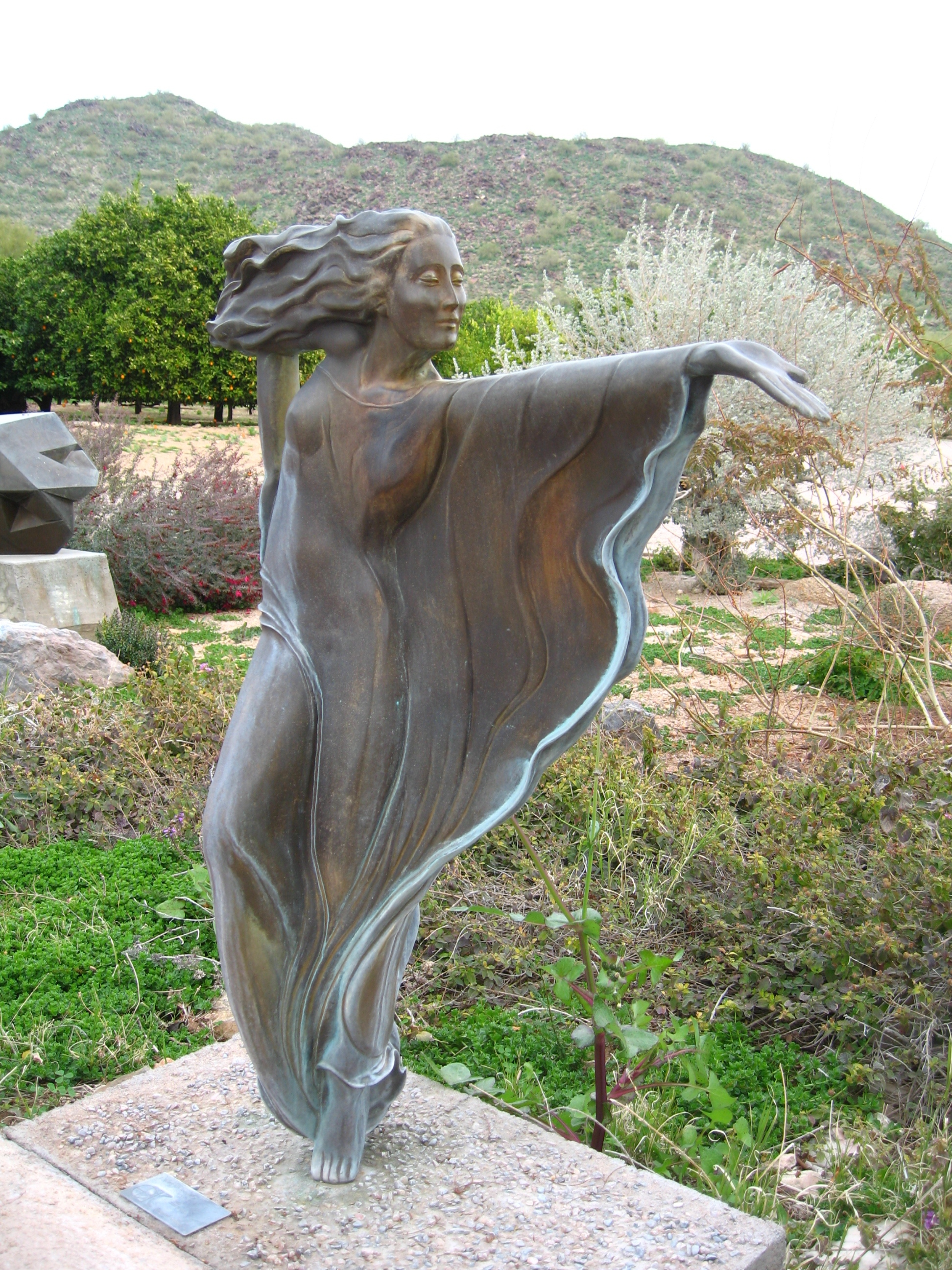
Umělecké dílo nazvané Night Wind
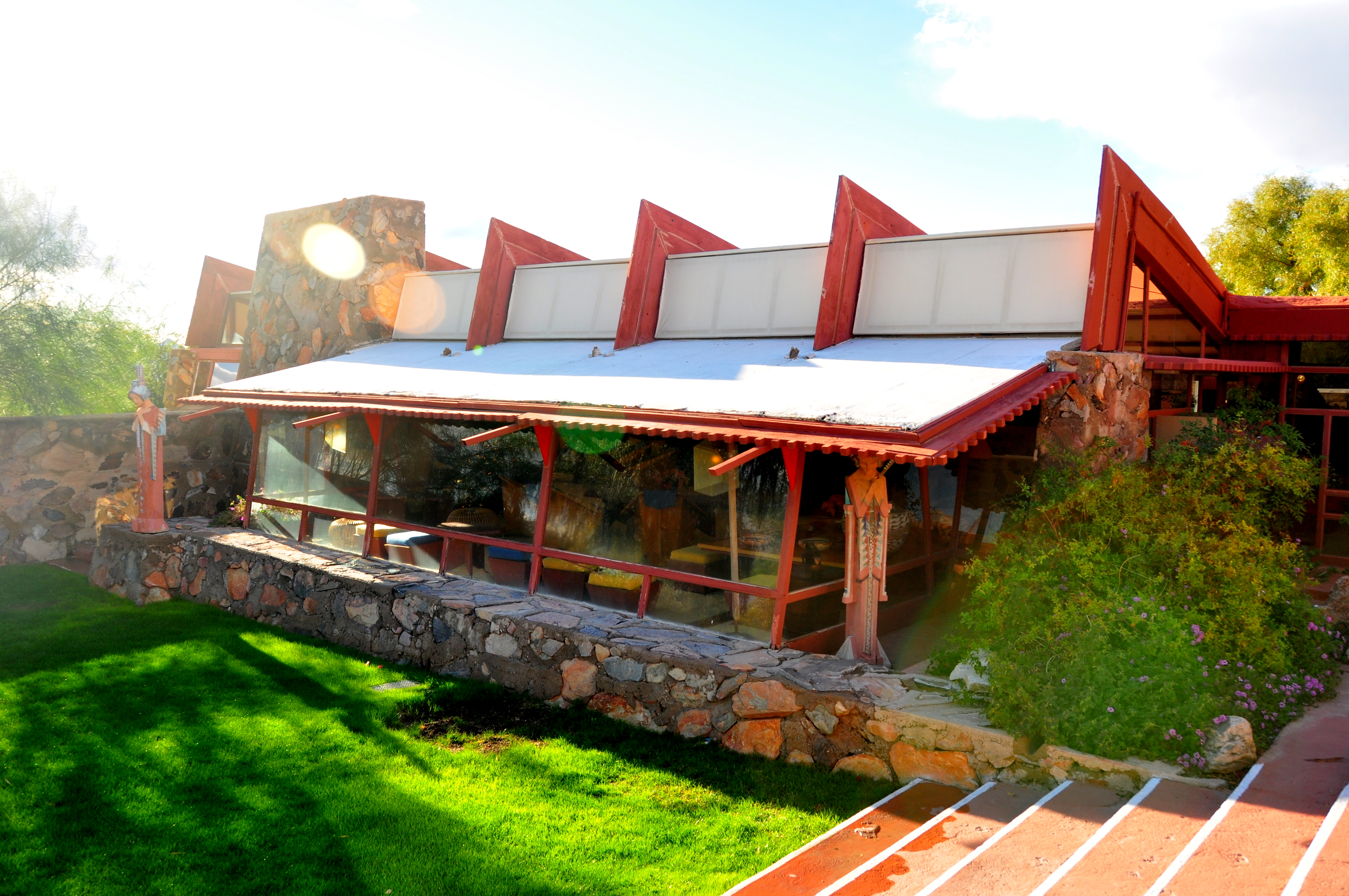
Zahrada
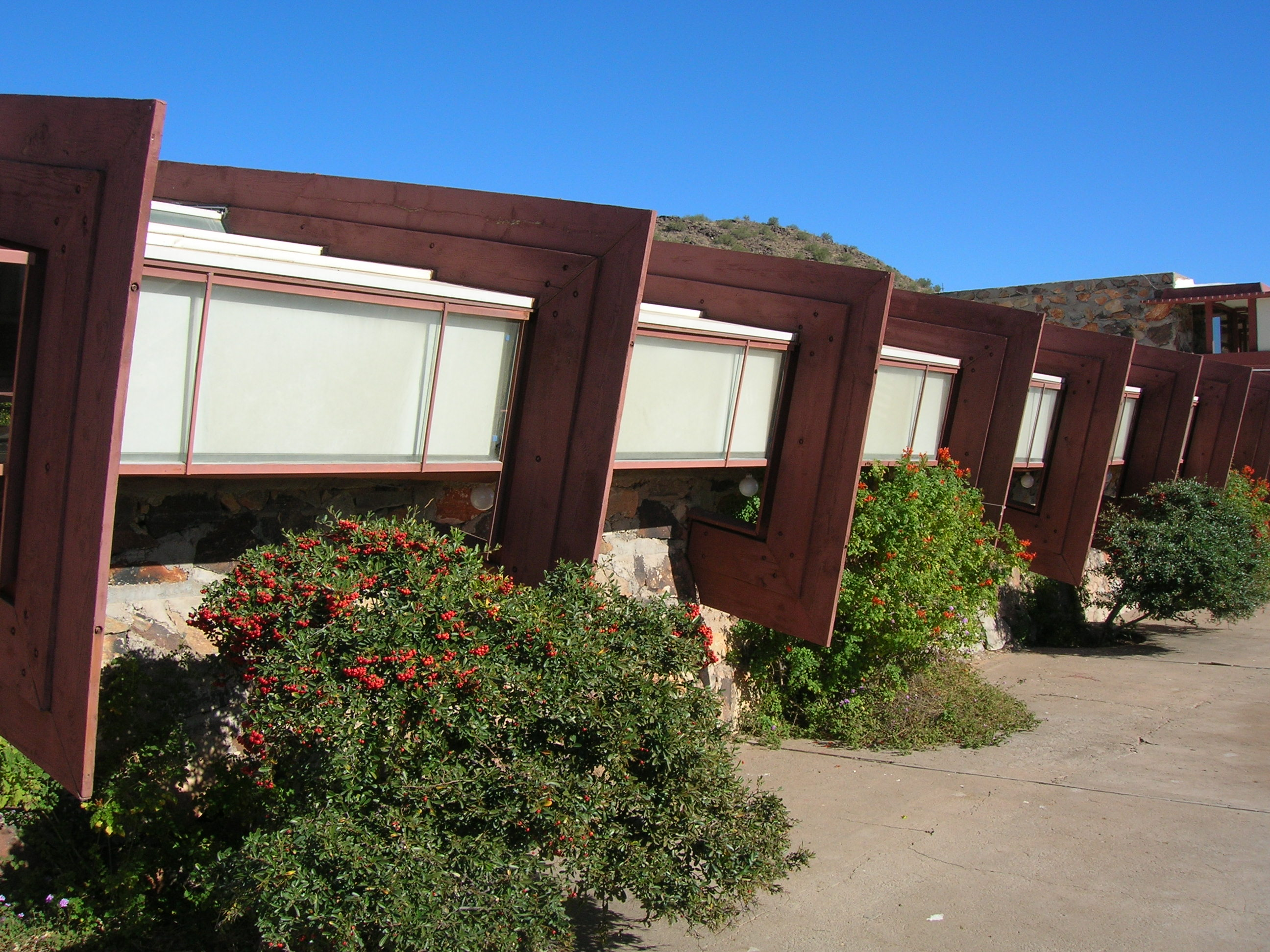
Exteriér největší místnosti
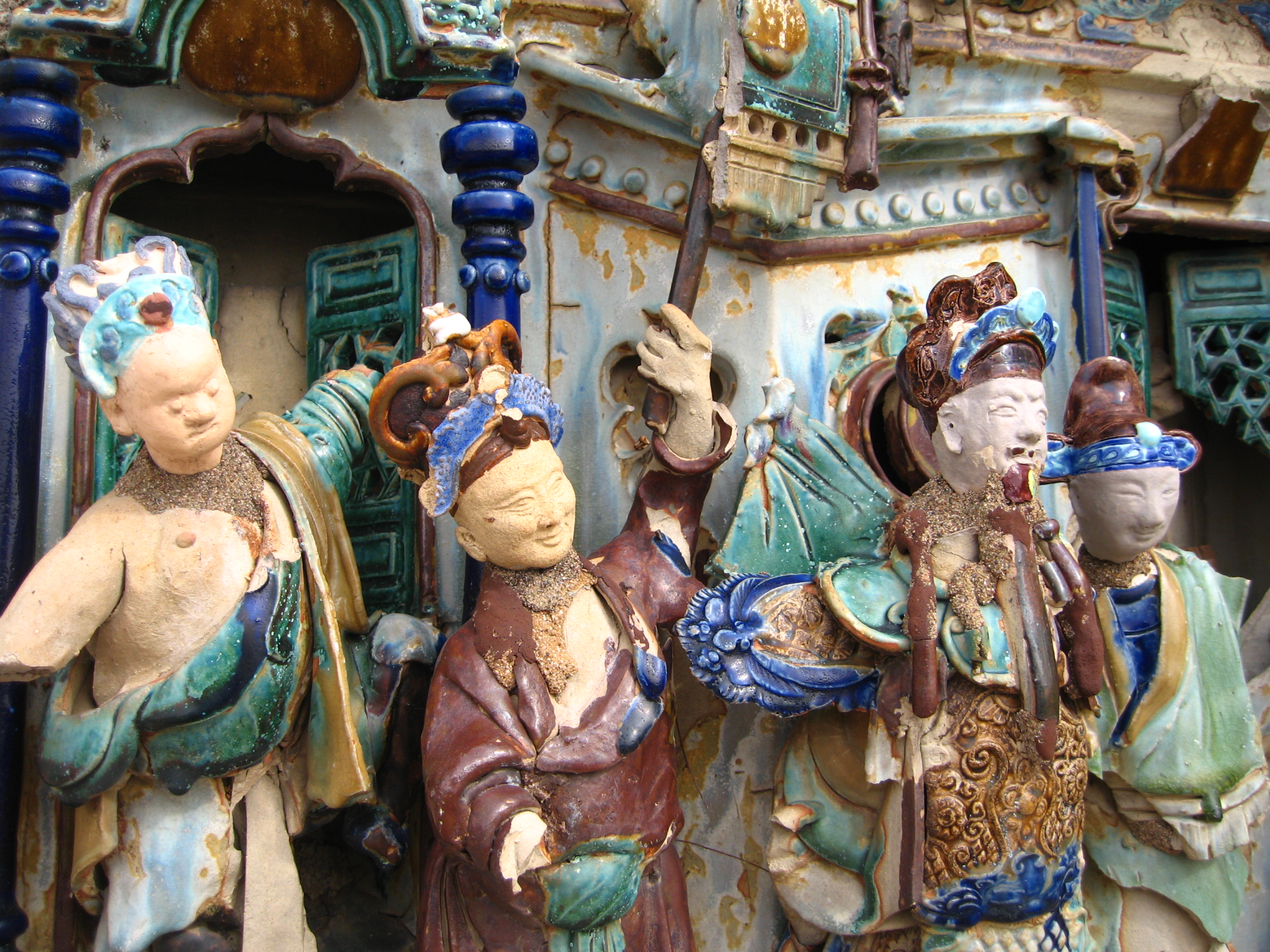
Čínská glazovaná keramika
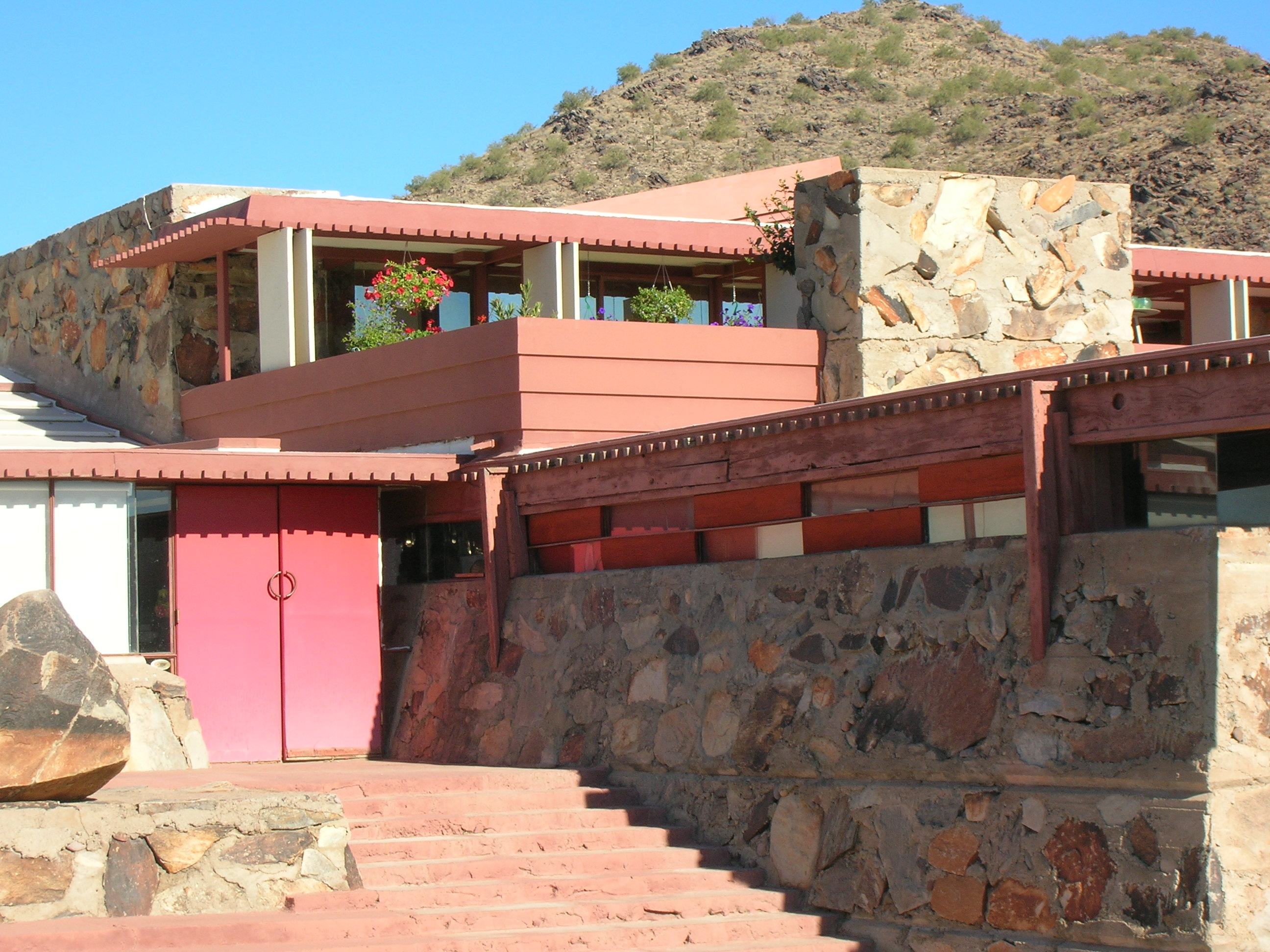
Vedlejší vchod